# Välluvs församling
Välluvs församling var en församling i Lunds stift och i Helsingborgs kommun. Församlingen uppgick 2002 i Välluv-Frillestads församling.

## Administrativ historik
Församlingen har medeltida ursprung. 
Församlingen var till 1698 i pastorat med Raus församling, före 1630-talet som annexförsamling, därefter som moderförsamling. Från 1698 till 1 maj 1858 var församlingen annexförsamling i pastoratet Helsingborgs stadsförsamling, Välluv och Raus, för att därefter till 1897 vara moderförsamling i pastoratet Välluv och Raus och därefter till 1 maj 1929 vara annexförsamling i pastoratet Raus och Välluv. Från 1 maj 1929 till 1962 var församlingen annexförsamling i pastoratet Bårslöv, Fjärestad, Frillestad och Välluv. Från 1962 till 2002 var den annexförsamling i pastoratet Kropp, Mörarp, Hässlunda, Frillestad och Välluv. Församlingen uppgick 2002 i Välluv-Frillestads församling.

## Kyrkor
- Välluvs kyrka